# سنگ‌نگاره ساسانی خان‌تختی
سنگ‌نگاره ساسانی خان‌تختی مربوط به دوره ساسانیان است و در کیلومتر ۱۵جاده سلماس به ارومیه در نزدیکی روستای میناس و روی کوه پیرچاووش واقع شده و این اثر در تاریخ ۱۵ دی ۱۳۱۰ با شمارهٔ ثبت ۱۶۱ به‌عنوان یکی از آثار ملی ایران به ثبت رسیده‌است.

## توضیح اثر
این نقش برجسته متعلق به قرن سوم میلادی و دوره پادشاهی ساسانیان است. سلماس کنونی در دوره اشکانیان یکی از مناطق حائل بین ایران و امپراتوری روم بوده و پس از آن به محل درگیری‌های نظامی دو ابرقدرت شاهنشاهی ایران ساسانی و امپراتوری روم بدل شد. سنگ‌نگاره خان‌تختی یادگار یکی از پیروزی‌های ایرانیان بر رومیان است و در آن اردشیر بابکان و ولیعهدش شاپور یکم تصویر شده‌است که در بازگشت از فتح ارمنستان و پیروزی بر سپاهیان روم، دو تن از حکمرانان ارمنی محلی، هدایایی به ایشان تقدیم می‌کنند.
این نگاره حدود ۵ متر عرض و ۲/۵ تا ۲/۸ متر طول دارد. در این سنگ‌نگاره دو نفر سوار و دو نفر پیاده هستند. سوار سمت چپ اردشیر بابکان است و سوار سمت راست شاپور یکم که در مقام ولیعهدی است و تاجی همانند پدرش دارد.[مردم محلی از نام شاهپور هم برای شهر سلماس استفاده میکنند] تاریخ ایجاد این نگاره ۲۳۸ میلادی است.

## نگارخانه

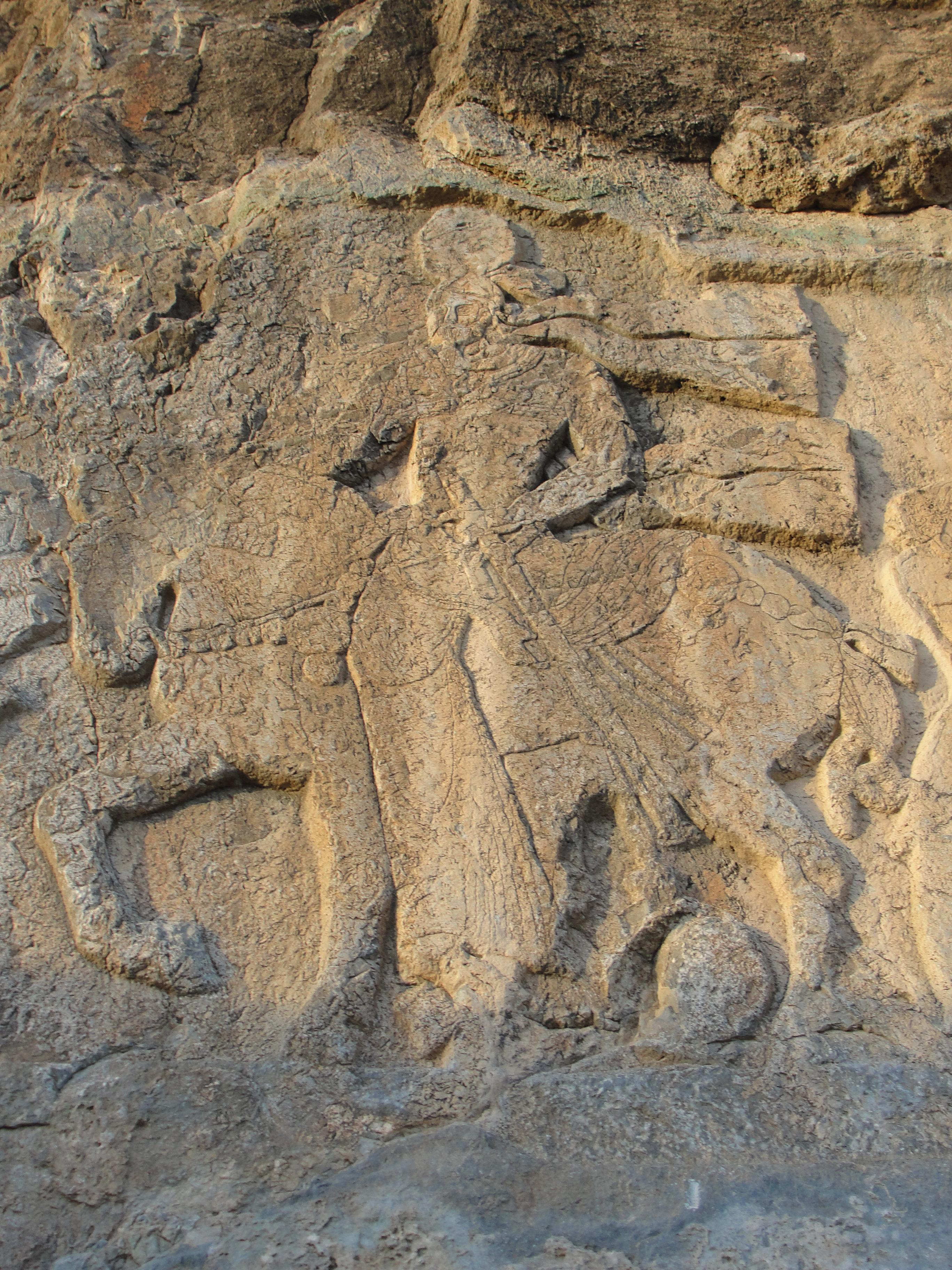
اردشیر بابکان
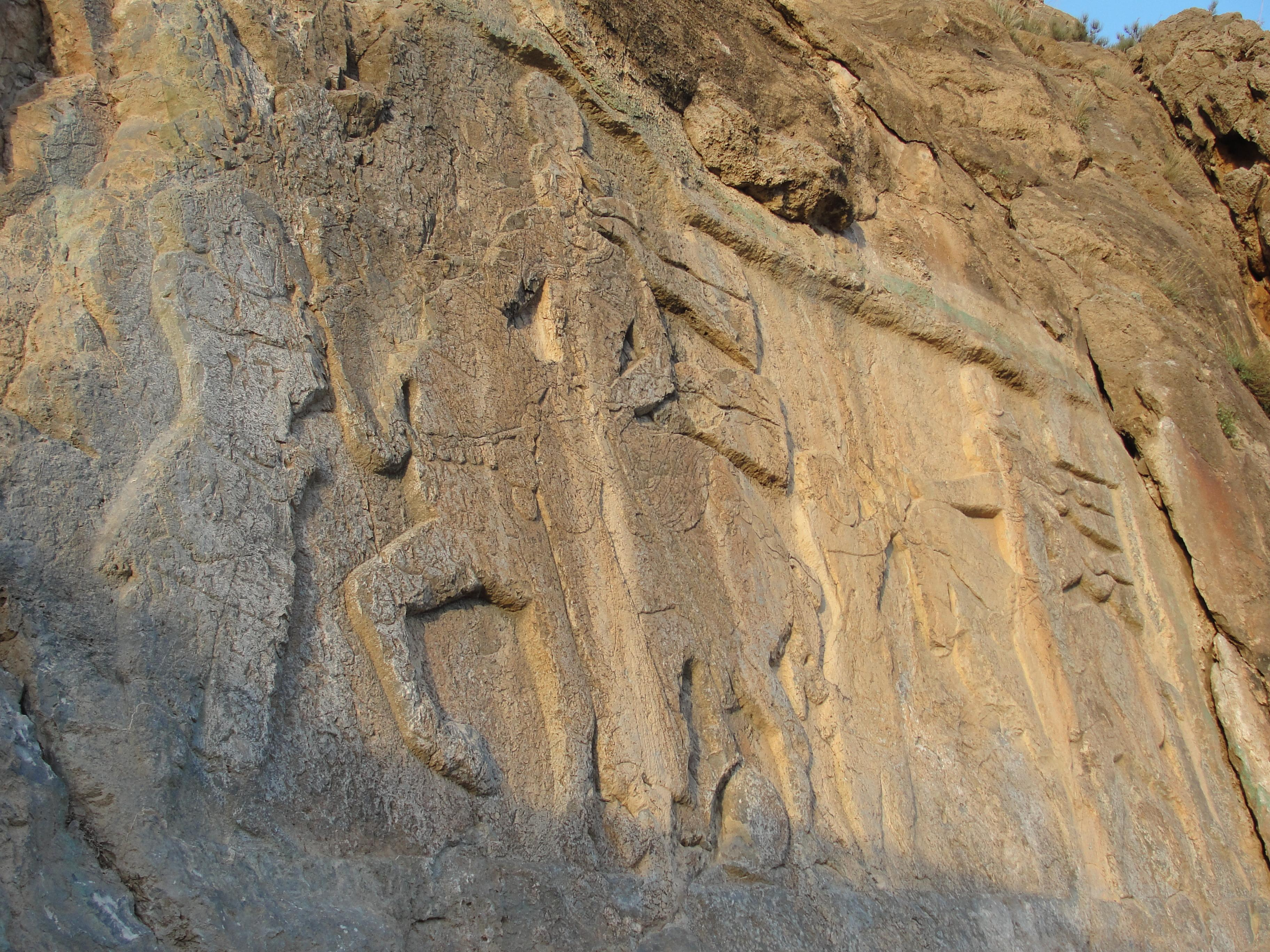
از چپ به راست: نجیب‌زاده ارمنی در حال هدیه دادن به اردشیر بابکان، اردشیر سوار بر اسب، نجیب‌زاده ارمنی در حال هدیه دادن به شاپور یکم، شاپور سوار بر اسب
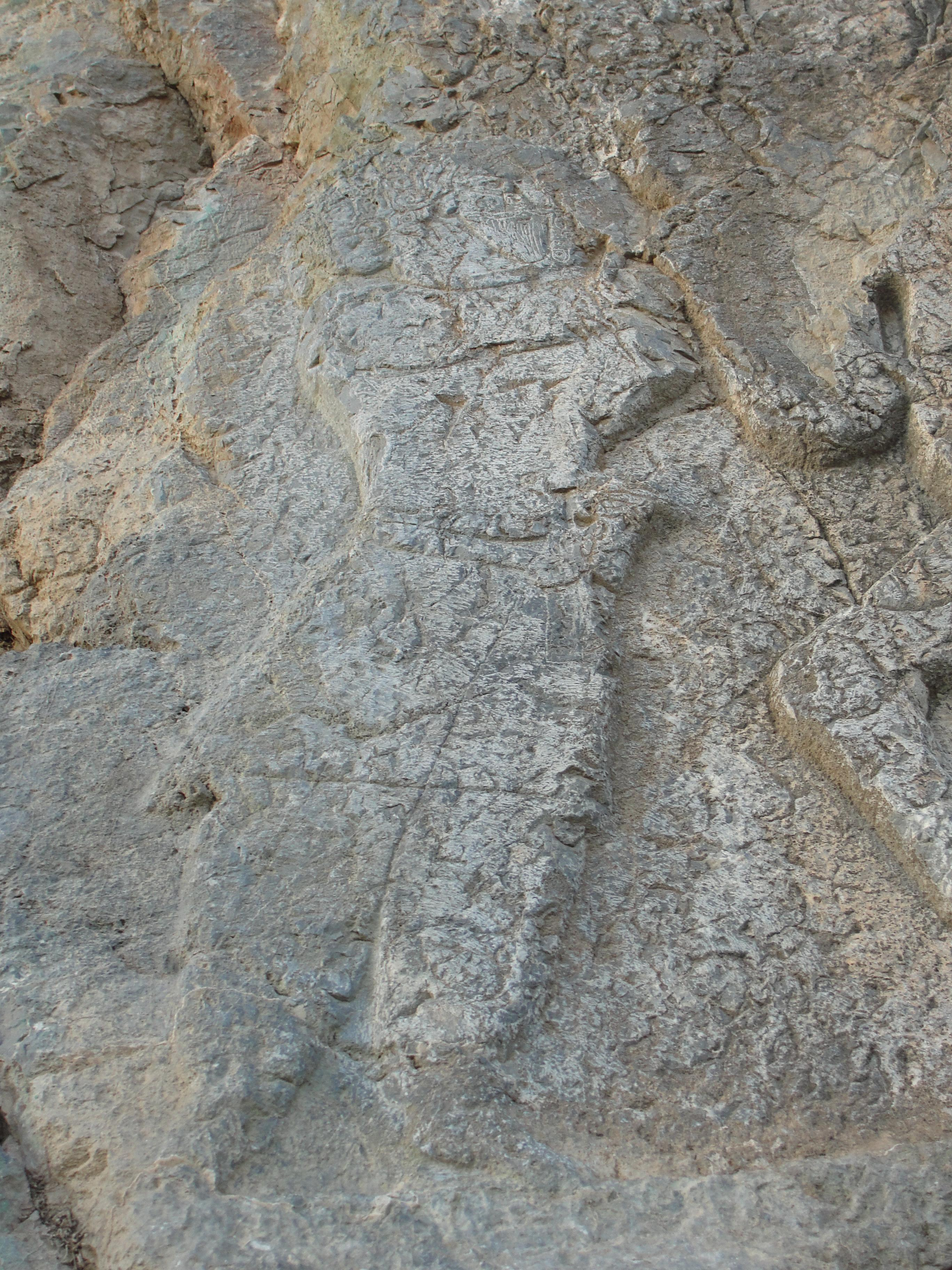
نجیب‌زاده ارمنی در حال هدیه دادن به اردشیر بابکان (همچنین احتمال دارد که این نجیب زاده، ساتراپ ارمنستان باشد که حلقه شاهی را از اردشیر دریافت می‌کند.)
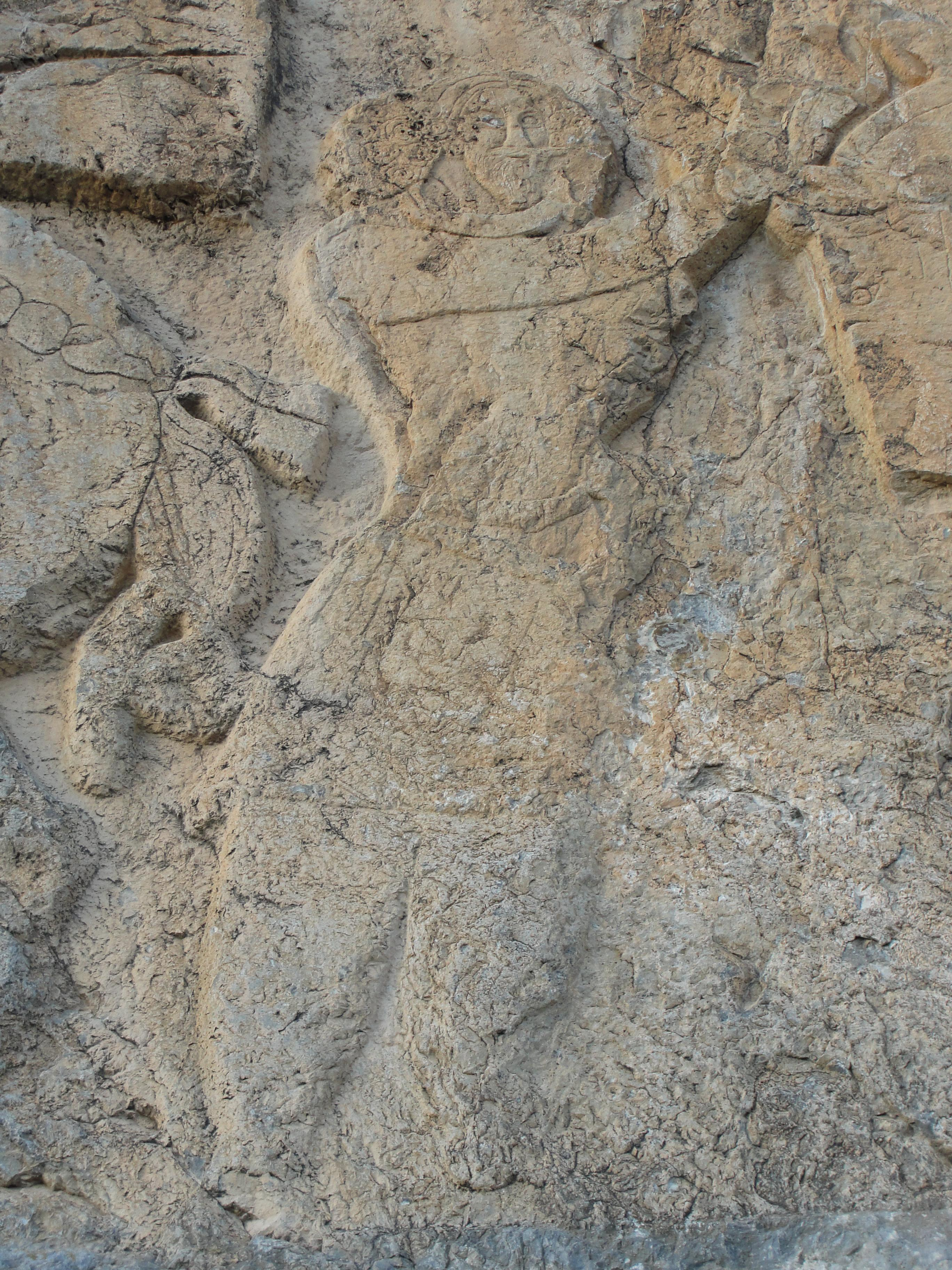
نجیب‌زاده ارمنی در حال هدیه دادن به شاپور یکم (همچنین احتمال دارد که این نجیب زاده، وزیر اعظم ساتراپ ارمنستان باشد که حلقه قدرت را از شاپور دریافت می‌کند.)
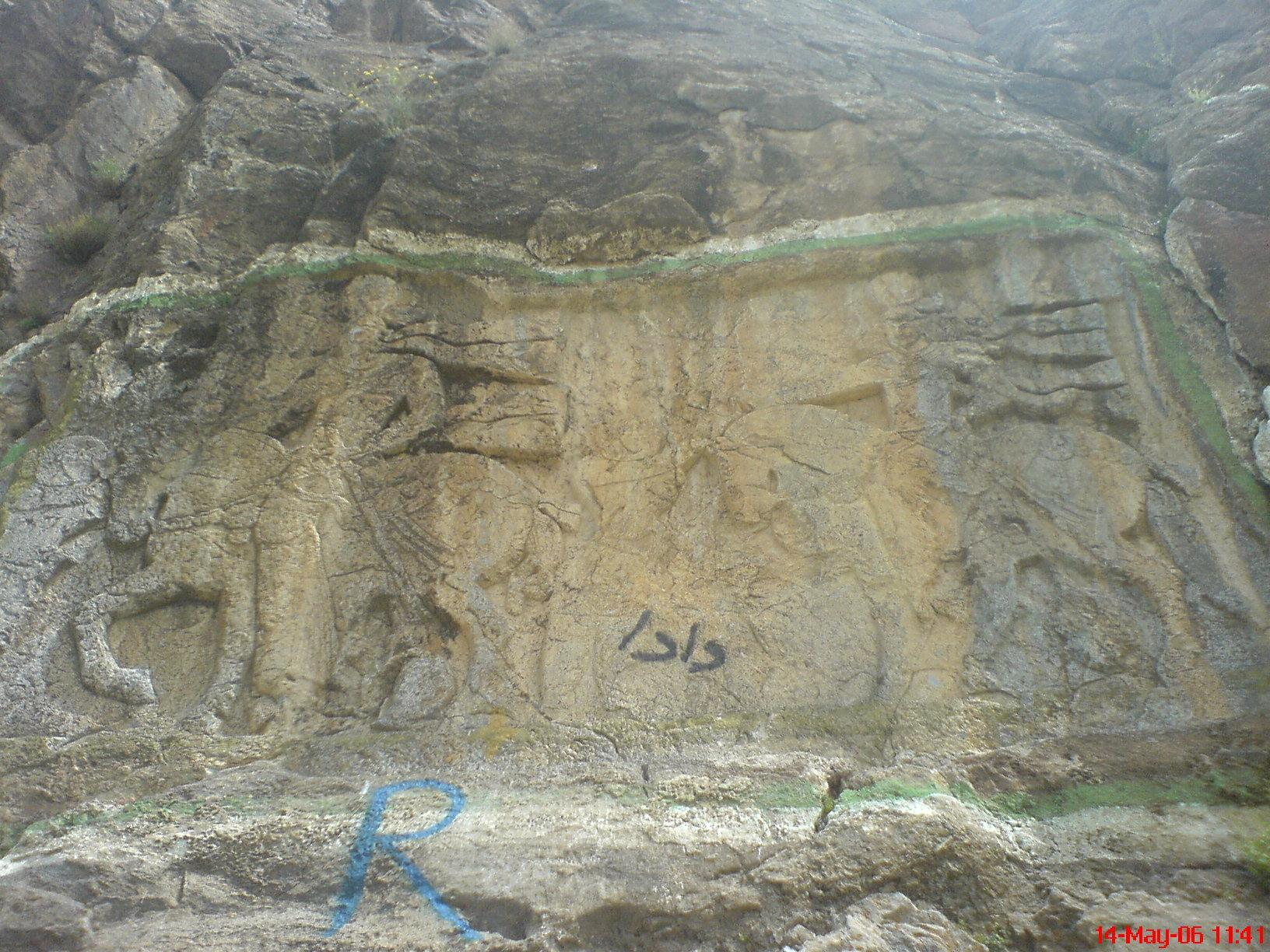
وضعیت سنگ‌نگاره در ماه مه ۲۰۰۶ که با افشانه رنگ روی اثر خرابکاری شده‌است.
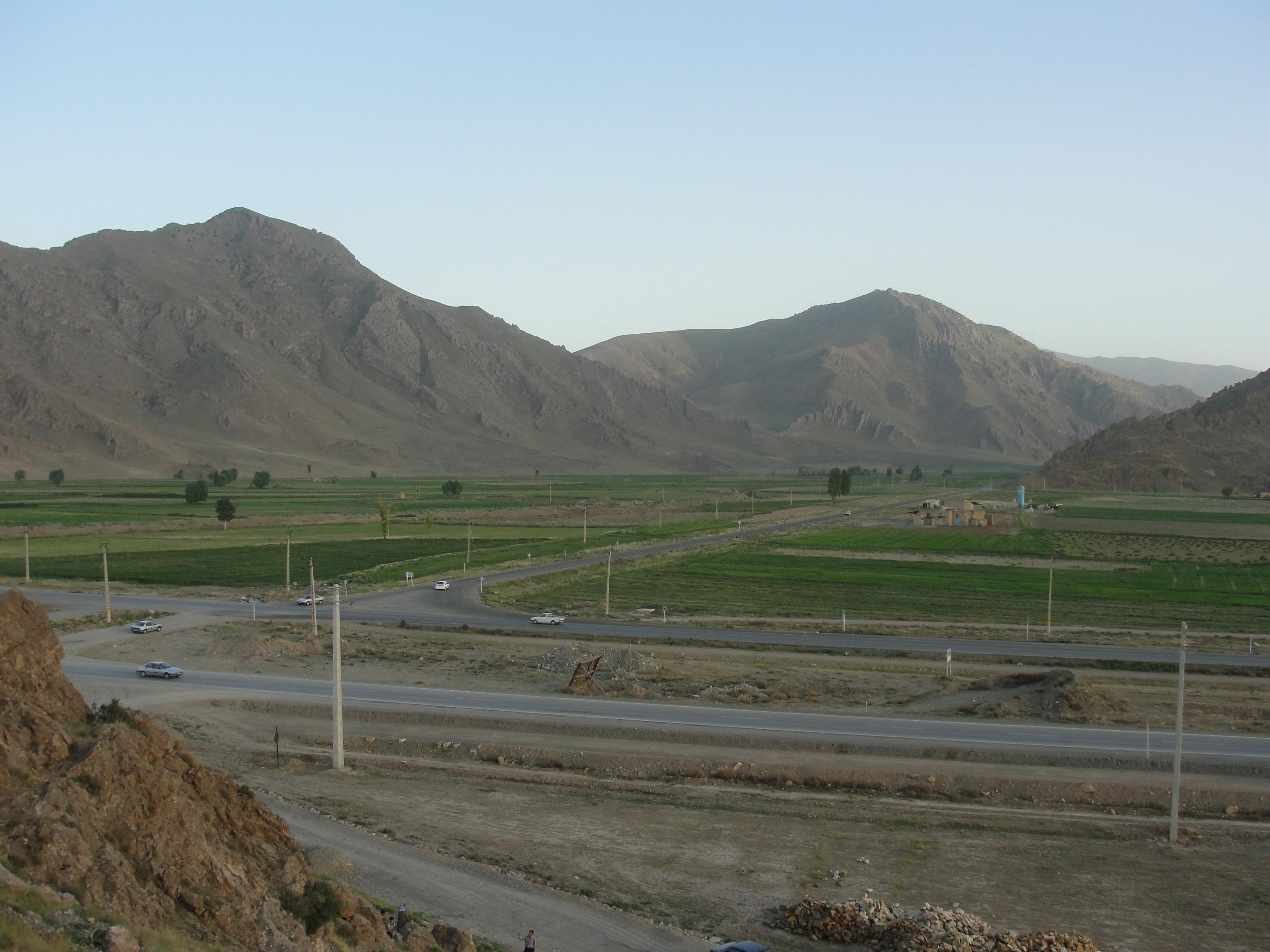
نمای جاده سلماس به ارومیه از محل سنگ‌نگاره. سمت راست طرف سلماس و سمت چپ طرف ارومیه‌است.
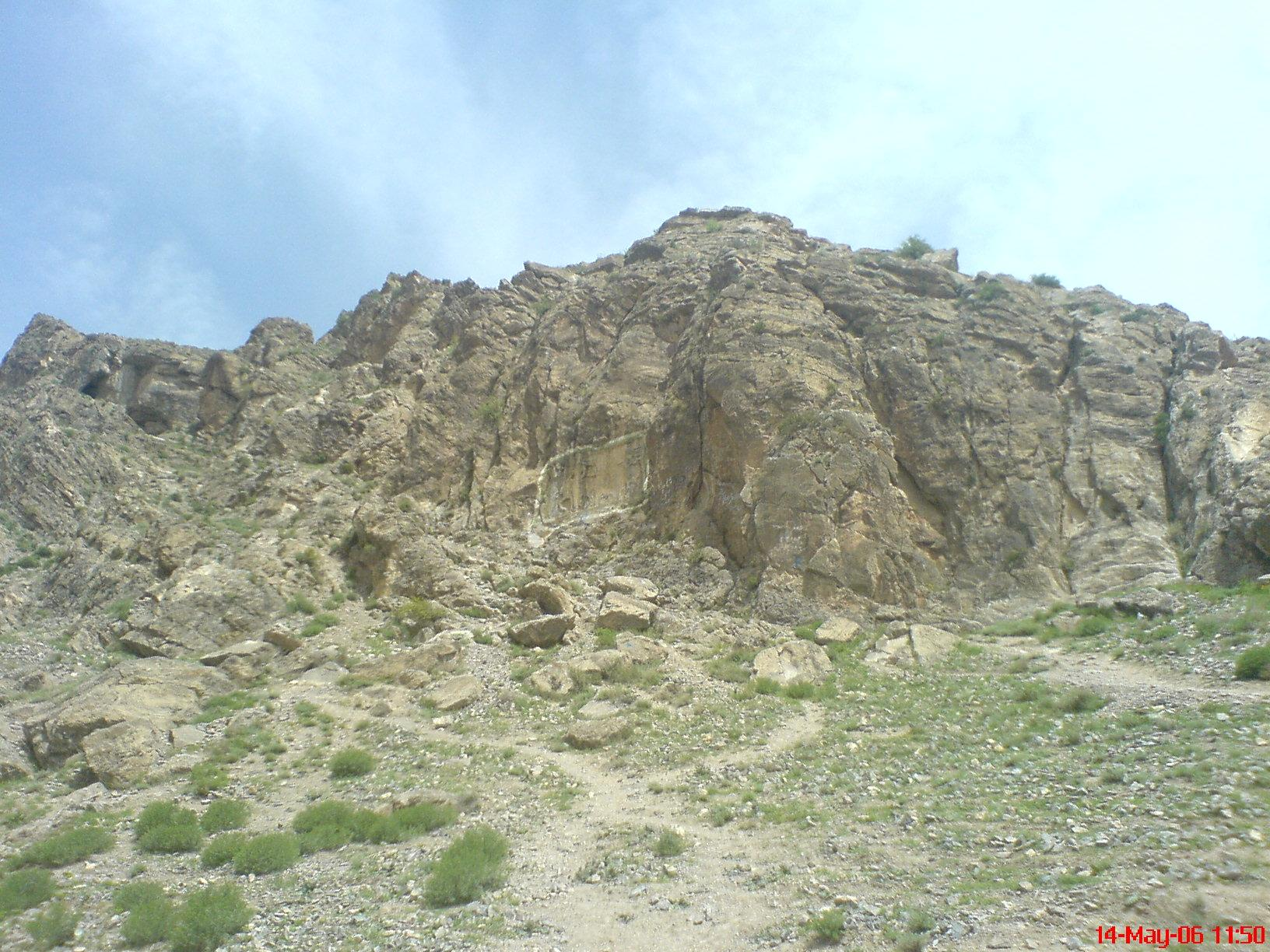
نمای سنگ‌نگاره از جاده سلماس به ارومیه در ماه مه ۲۰۰۶. در آن تاریخ هنوز پله برای نزدیک شدن به سنگ‌نگاره ساخته نشده بود و تابلوی راهنما نیز تعبیه نشده بود.
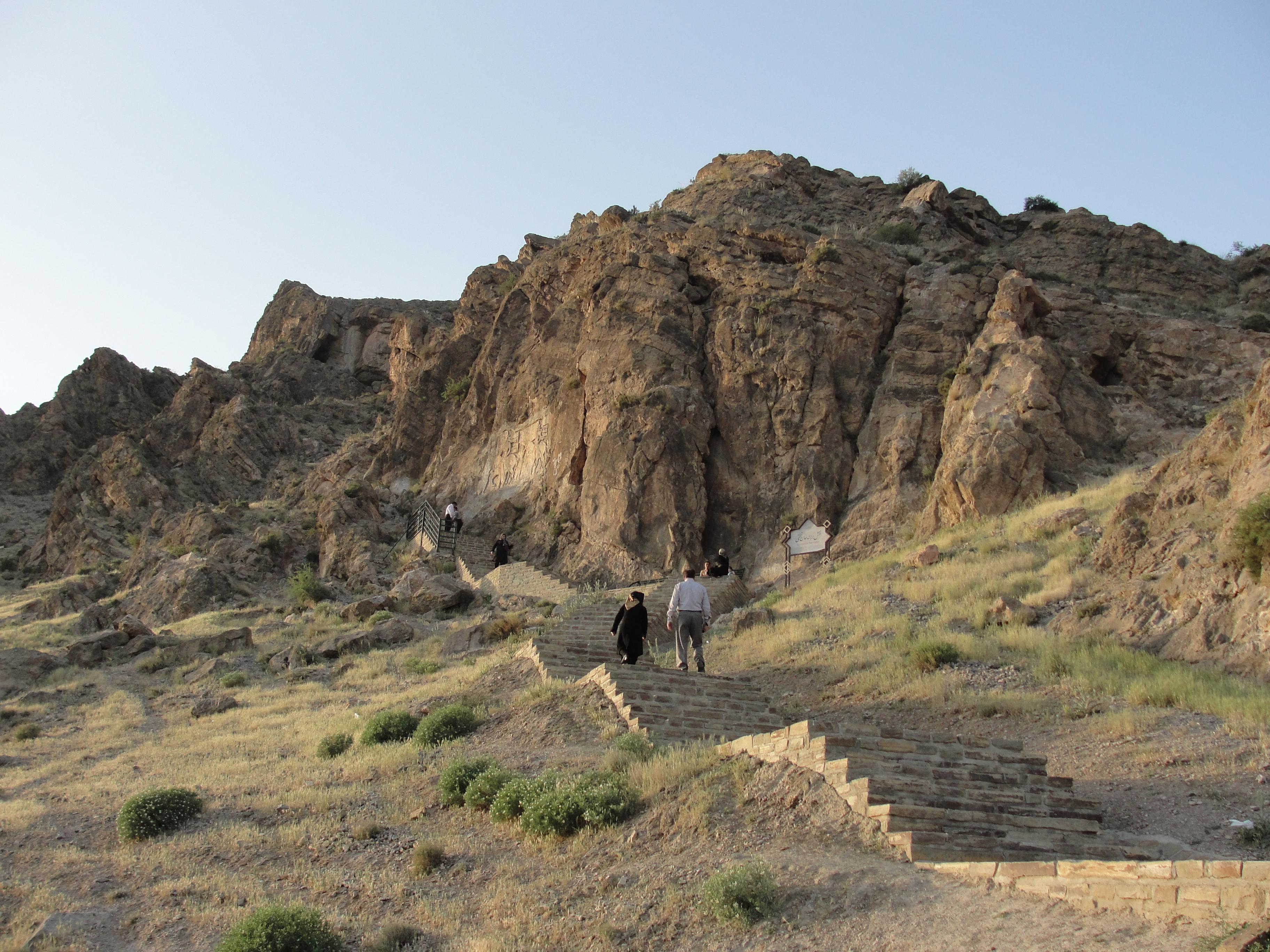
نمای سنگ‌نگاره از جاده سلماس به ارومیه در ماه ژوئن ۲۰۱۲ (خرداد ۱۳۹۱). پله و تابلوی راهنما در بهار سال ۱۳۹۱ در محل اجرا شده‌است.
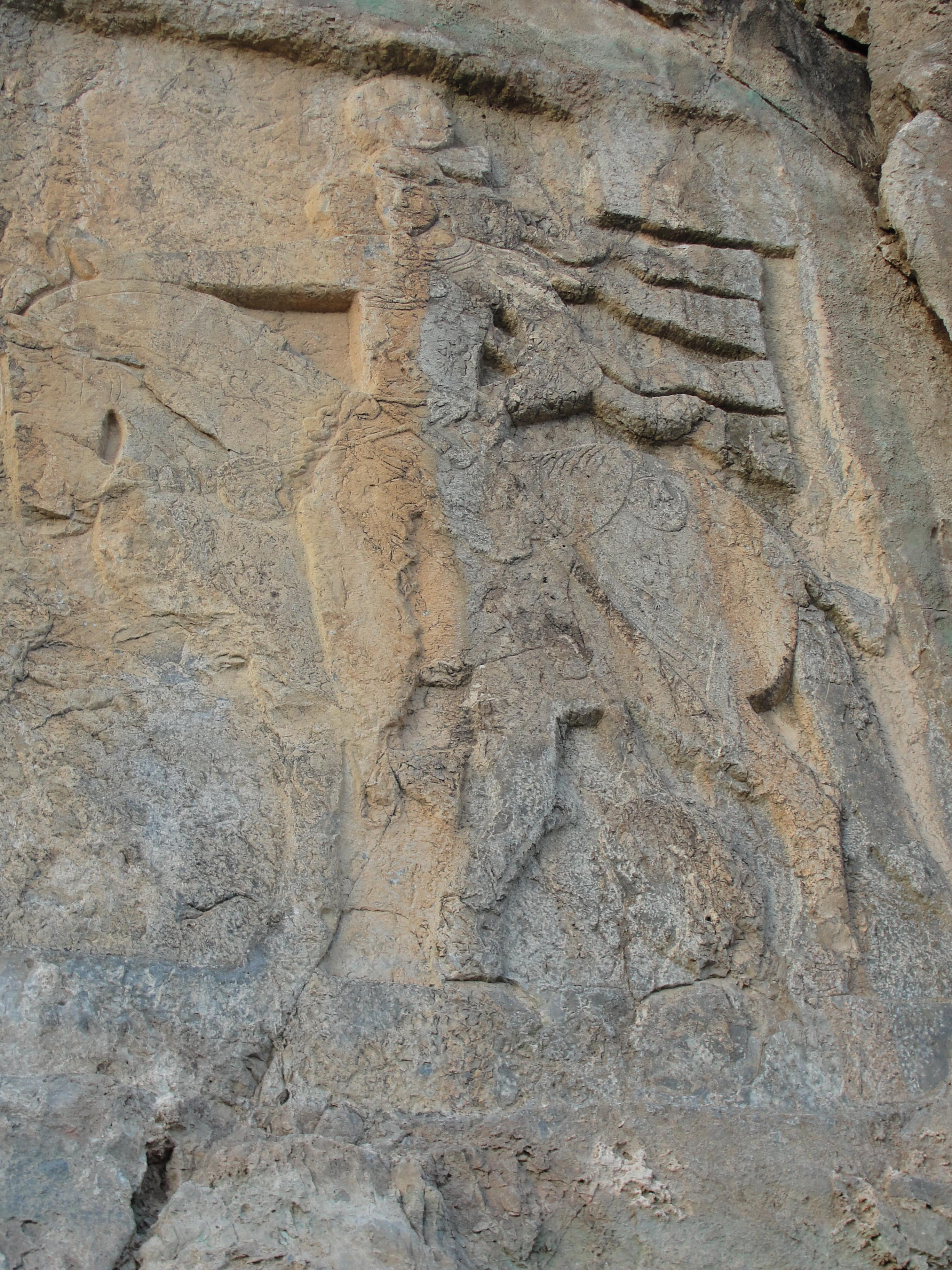
شاپور یکم سوار بر اسب. دست چپ شاپور روی دسته شمشیر است و با دست راست هدیه را از فرد ارمنی تحویل می‌گیرد (یا حلقه قدرت را به او می‌دهد).
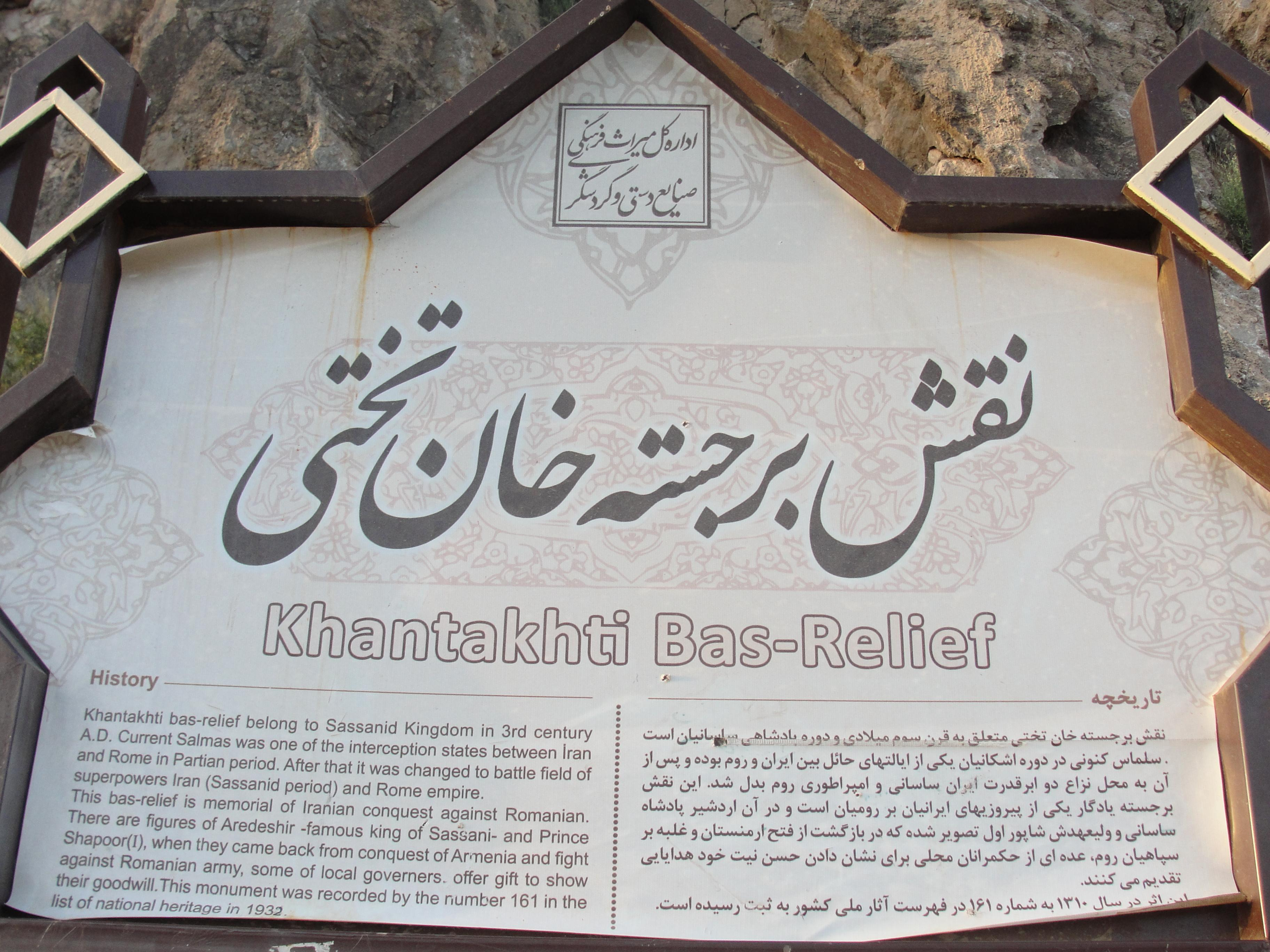
تابلوی راهنمای اثر، متعلق به سازمان میراث فرهنگی